# Amblyopinae
Amblyopinae) là một phân họ của họ Oxudercidae.

## Các loài
- Amblyotrypauchen Hora, 1924
- Brachyamblyopus Bleeker, 1874
- Caragobius Smith & Seale 1906
- Gymnoamblyopus Murdy & Ferraris, 2003
- Karsten Murdy, 2002
- Nudagobioides Shaw, 1929
- Odontamblyopus Murdy & Shibukawa, 2003
- Paratrypauchen Murdy, 2008
- Pseudotrypauchen Hardenberg, 1931
- Taenioides Lacepède, 1800: Thường được tìm thấy ở vùng duyên hải Ấn Độ Dương và Tây Thái Bình Dương
- Trypauchen Valenciennes, 1837
- Trypauchenichthys Bleeker, 1860
- Trypauchenopsis Volz 1903